# اندرو لیندزی
اندرو لیندزی (انگلیسی: Andrew Lindsay؛ زادهٔ ۲۵ مارس ۱۹۷۷) قایقران روئینگ اهل بریتانیا است.